# Friedrich Krupp AG
Friedrich Krupp AG, kortweg Krupp, was een groot concern in Duitsland, opgericht door Friedrich Krupp. Het werd in 1901 in Essen opgericht en fuseerde in 1999 met Thyssen Stahl AG  tot ThyssenKrupp.
De firma was een grote wapenleverancier in de Eerste en Tweede Wereldoorlog.
De firma heeft meerdere dochterondernemingen gehad, waaronder
- Fried. Krupp Motoren- und Kraftwagenfabriken
- Krupp-Ardelt
  - Krupp Fördertechnik
  - Krupp Mobilkrane